# Эйкен, Шарль ван ден
Шарль ван дер Эйкен-младший (фр. Charles van den Eycken; 17 апреля 1859, Брюссель — 27 декабря 1923, Брюссель) — бельгийский художник-анималист.

## Биография

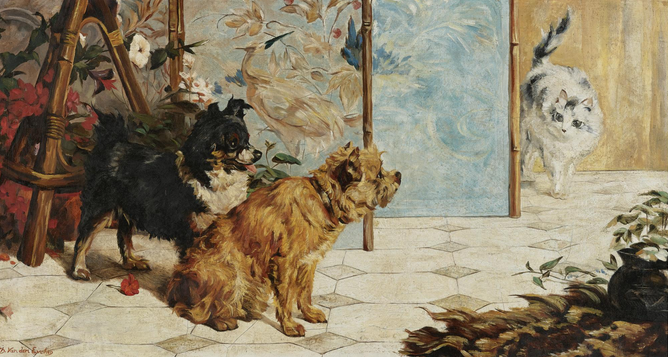
Кто здесь?

Родился в 1859 году в Брюсселе в семье сравнительно малоизвестного художника-пейзажиста Шарля ван дер Эйкена-старшего (1809-1891), выходца из города Арсхот.
Учился живописи сперва под руководством отца, а затем в Академии изящных искусств Брюсселя у художника-анималиста Жозефа Стевенса. Начиная с 1881 года регулярно выставлял свои картины на ежегодных выставках (салонах) Брюсселя, Льежа, Гента и Антверпена, а также экспонировал их за пределами Бельгии.
Специализировался на создании картин с изображениями животных, в первую очередь кошек и собак.
Среди заказчиков ван дер Эйкена была королева Бельгии Мария-Генриетта, для которой он создал несколько картин.
Обычно художник подписывал свои картины «Ch. van den Eycken» или «C. van den Eycken», однако иногда пользовался подписью «Charles Duchêne» (французская фамилия Дюшен имеет то же значение («дубовый»), что и фламандская фамилия ван дер Эйкен).
Скончался в 1923 году в Брюсселе.

## Галерея

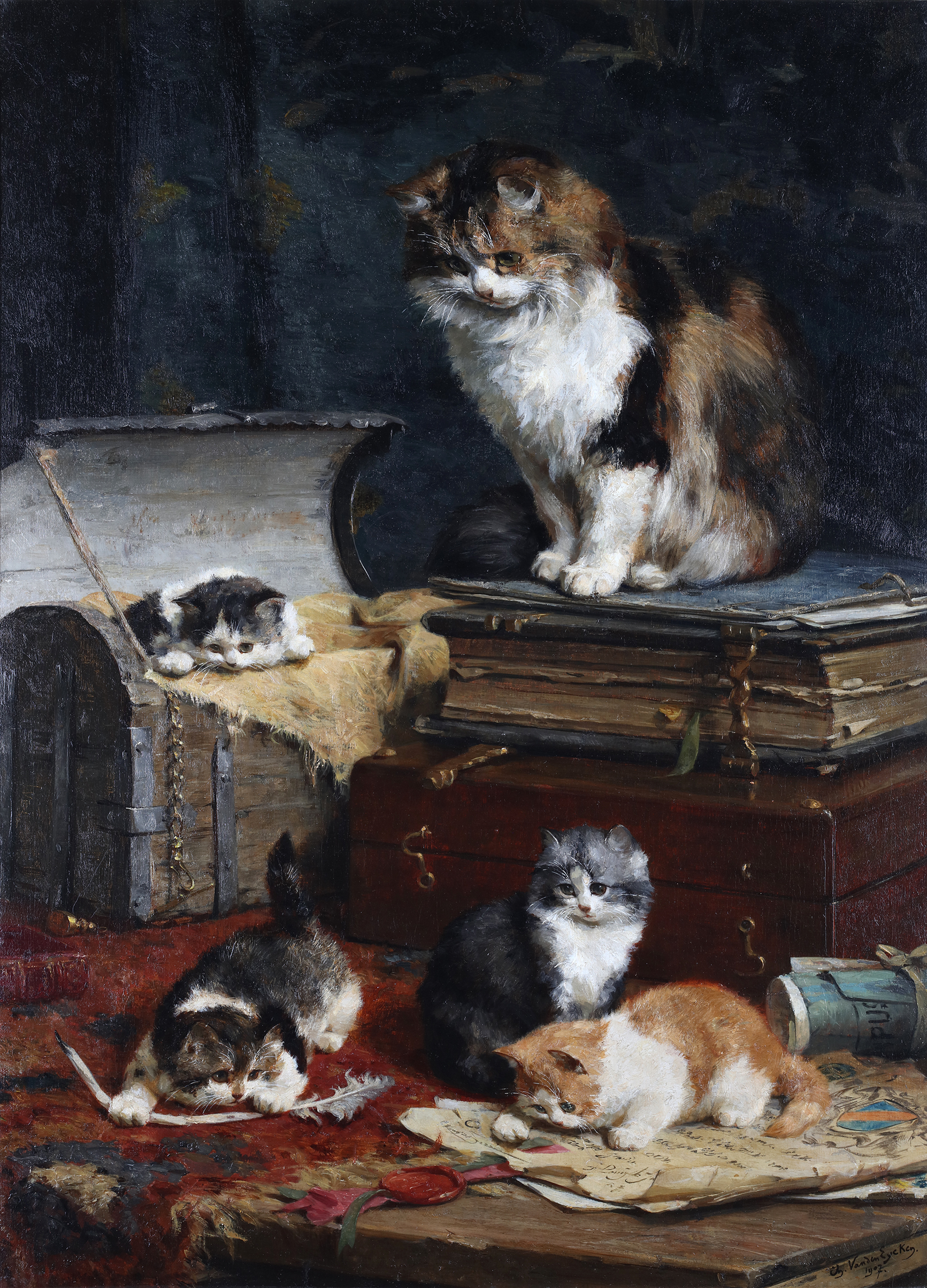
Играющие котята
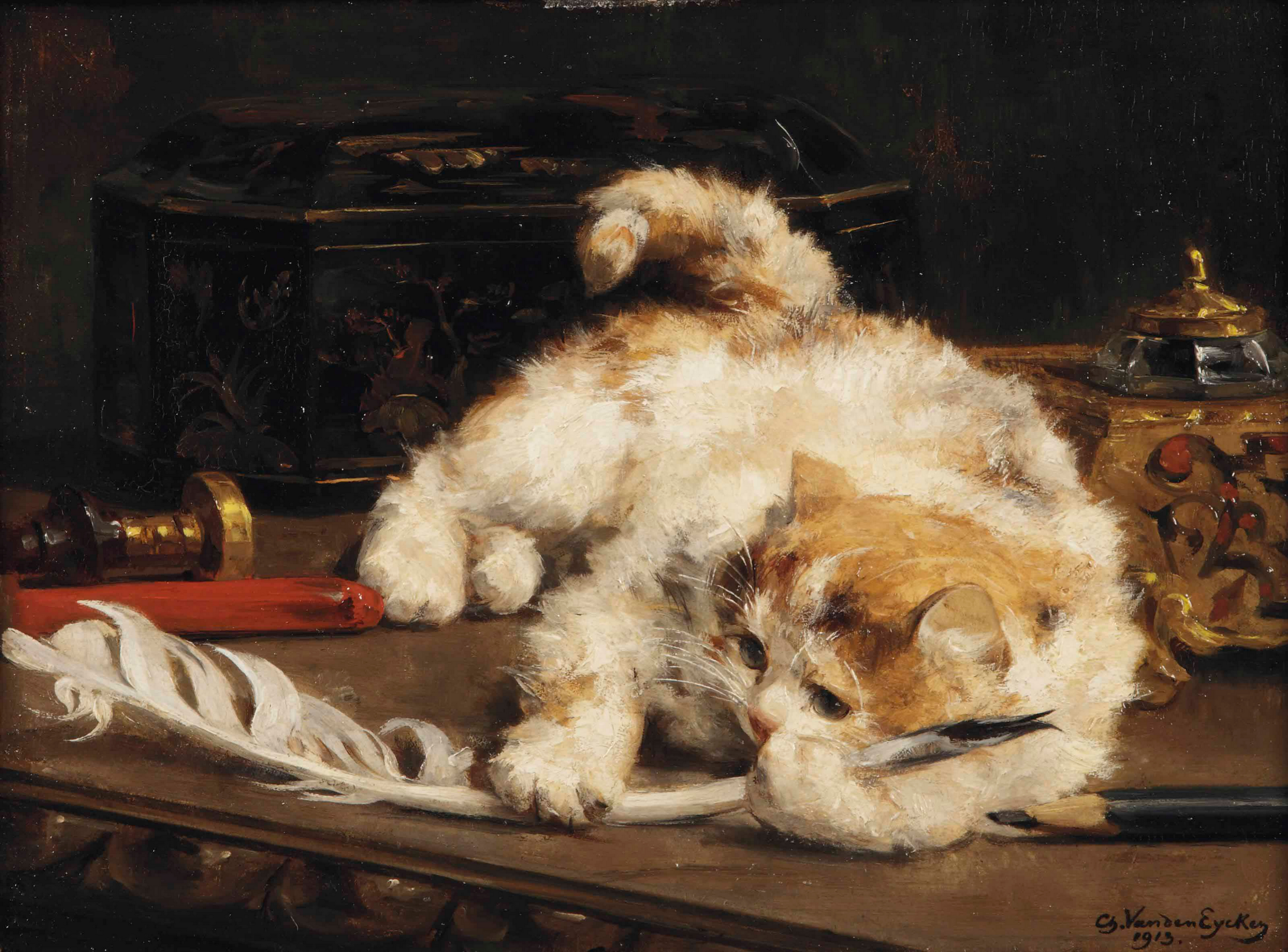
Маленький писатель
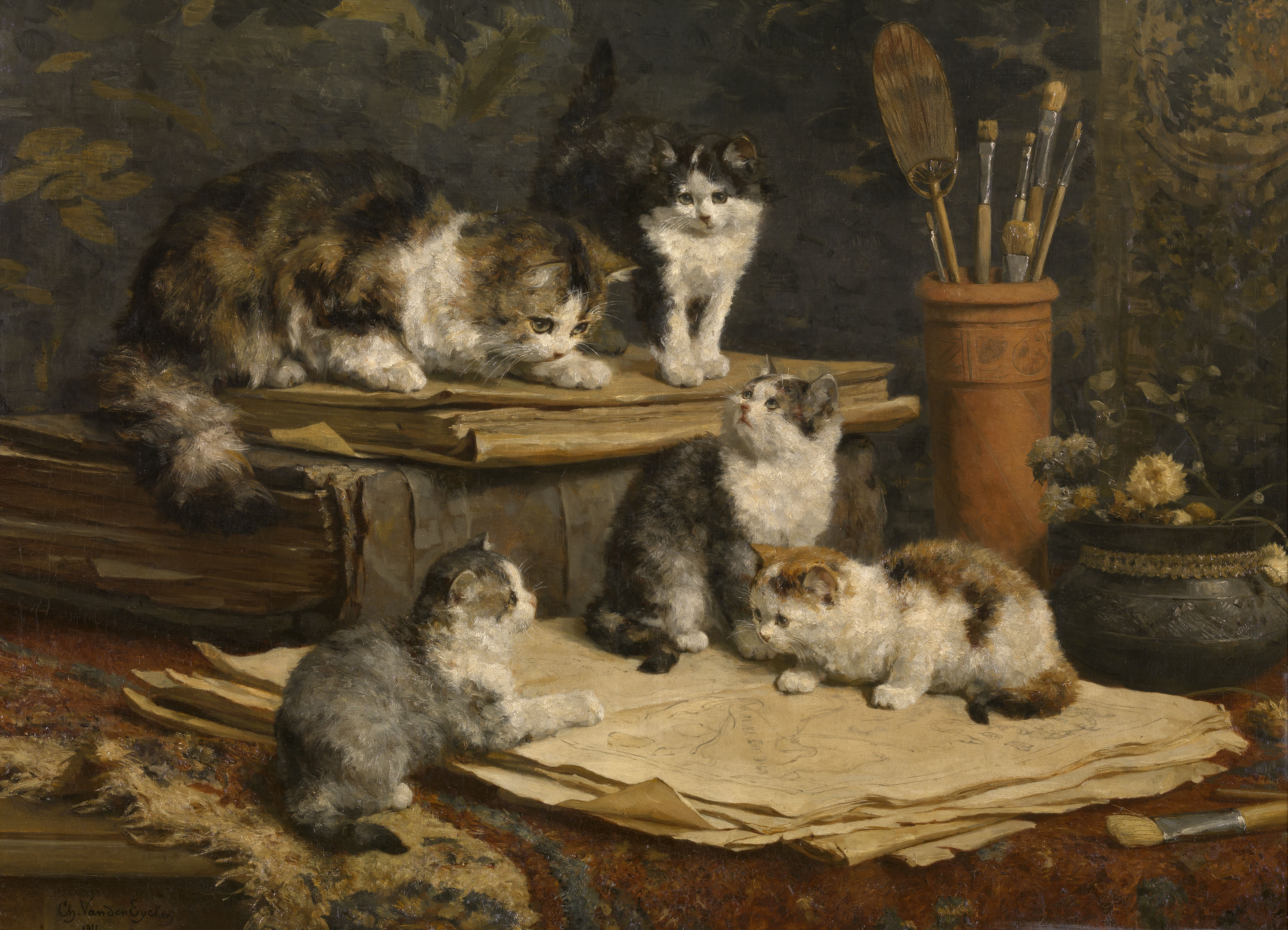
«Ботаники»
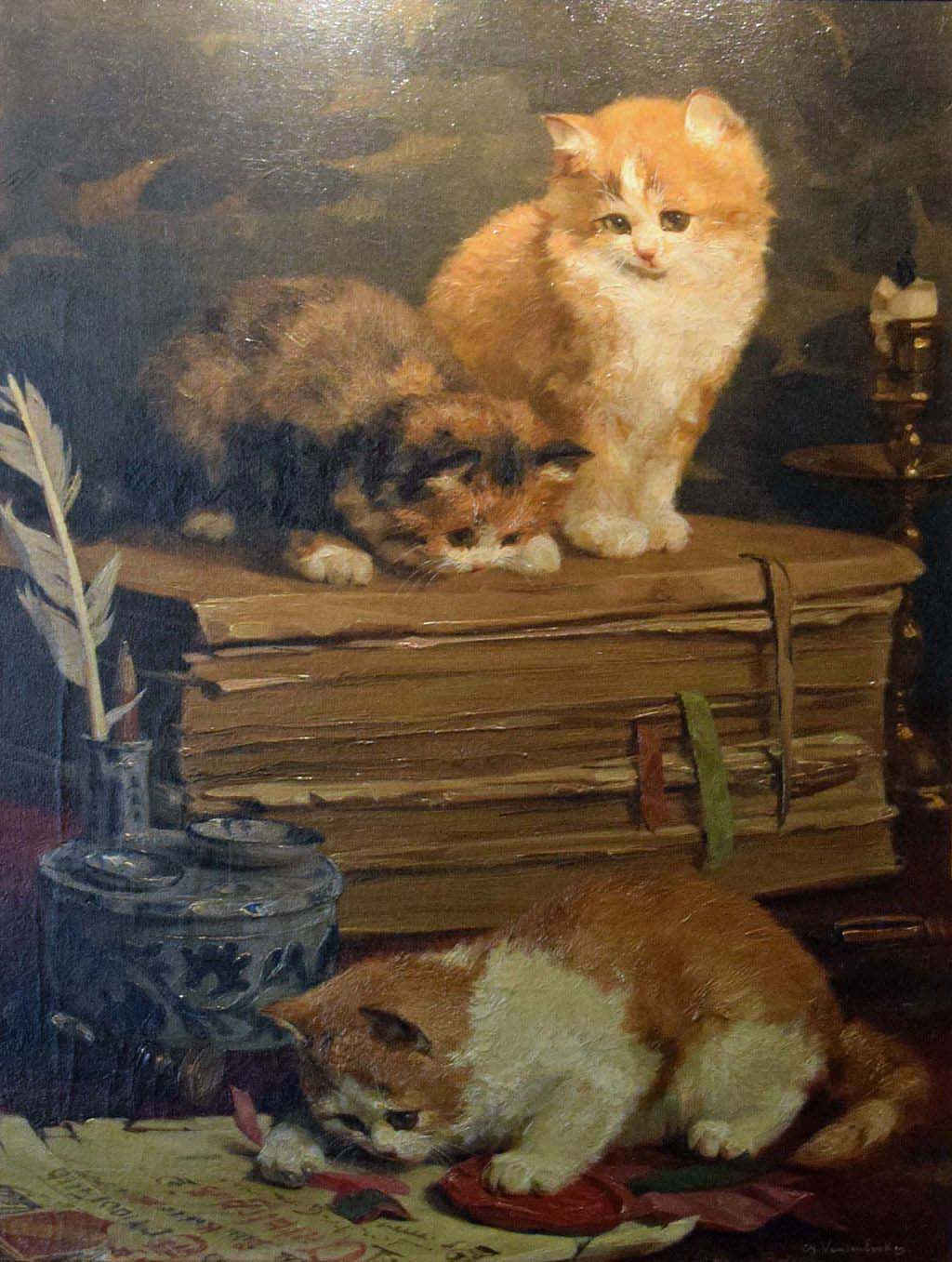
Архивариус

## Дальнейшее чтение
- Bénézit, E., 1999: Dictionnaire critique des peintres, sculpteurs, dessinateurs et graveurs. Paris: Gründ
- Berko, P. & V., 1981: Dictionary of Belgian painters born between 1750 & 1875